# Monte Beigua
Il monte Beigua (munte Beigua o monte Beigoa in ligure) è un rilievo montuoso dell'Appennino ligure alto 1 287 m s.l.m., che sorge sullo spartiacque ligure-padano. È la cima più alta del cosiddetto "gruppo del Beigua", di cui fanno parte i vicini monte Grosso (1 265 m), monte Ermetta (1 267 m), il bric Veciri (1 264 m), il monte Avzè (1 022 m).

## Caratteristiche

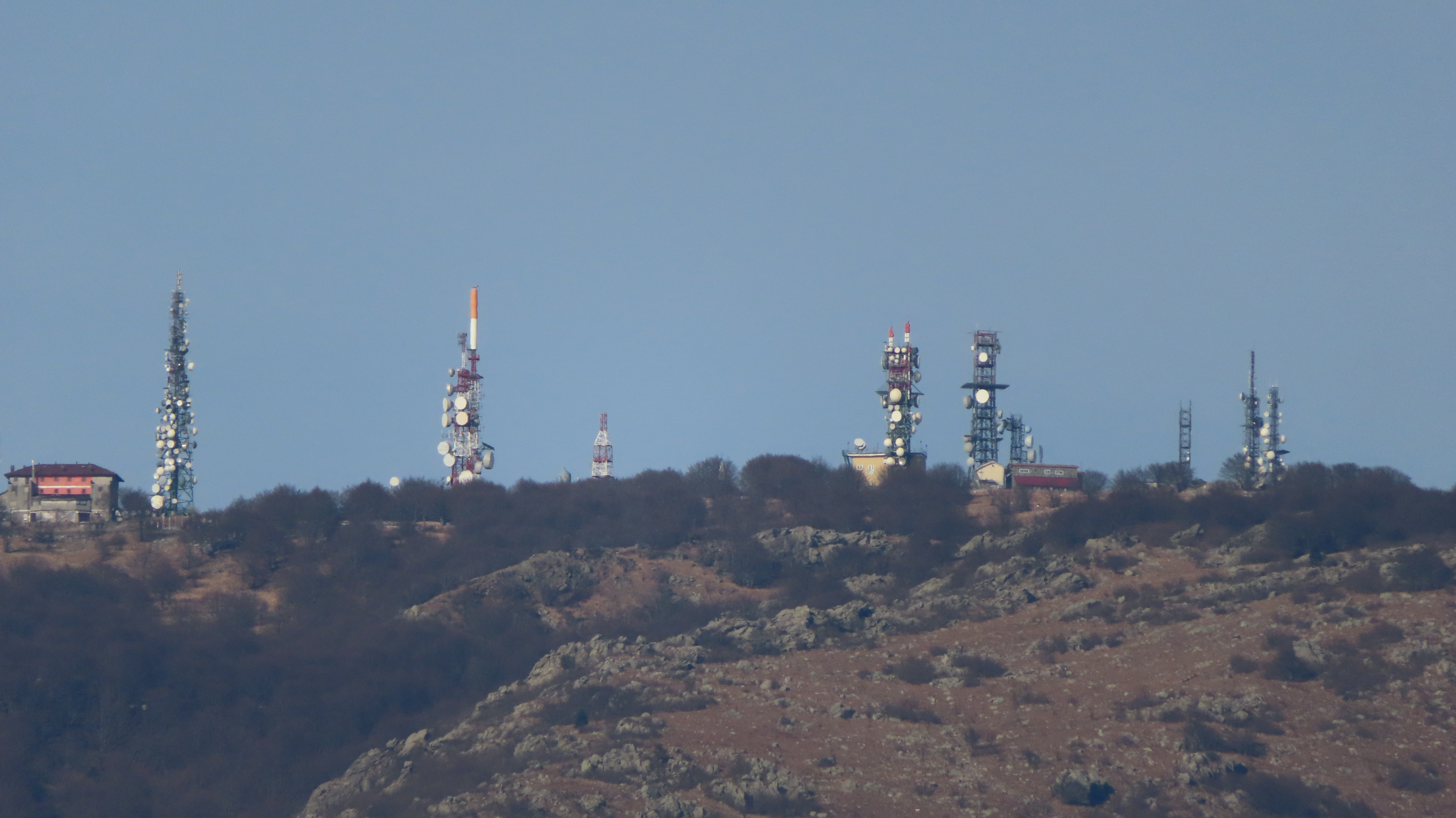
Le antenne ed i ripetitori sulla parte sommitale del monte. Si notino anche le dimensioni degli apparati rispetto al seppur grande caseggiato. Immagine ripresa dal Marina di Varazze con teleobiettivo 960 mm.

La vetta si trova al confine tra il territorio comunale di Varazze e quello di Sassello. Fa parte del Parco naturale regionale del Beigua - Beigua Geopark. Il monte Beigua è attraversato da numerosi sentieri, il più importante dei quali è l'Alta Via dei Monti Liguri.
Si ritiene che il Beigua fosse un monte sacro per gli antichi Liguri, al pari del quasi omonimo monte Bego, nelle Alpi Marittime. I due nomi deriverebbero infatti da Baigus, un'antica divinità adorata dalle popolazioni alpine. Anche il monte Sagro nelle Alpi Apuane era un santuario preistorico delle tribù liguri collegato visivamente al Beigua.
Sul punto più alto sorge il Santuario della Regina Pacis, una piccola chiesa facente parte della diocesi di Acqui. 
Mentre su una piccola anticima posta poco a nord-ovest sorge la Croce Monumentale, collegata alla cima principale e alla cappella da una pittoresca Via Crucis. 
La parte sommitale del monte ospita diversi impianti di trasmissione radiotelevisiva della Rai e di altre emittenti private, che permettono l'irradiazione del segnale in parte della Pianura Padana, dell'entroterra Savonese e della Corsica settentrionale. Nei pressi della vetta si trova anche l'omonimo rifugio-albergo con annesso ristorante e pizzeria.
Data la vicinanza alla costa ligure (circa 7 km in linea d'aria) la zona del monte Beigua è soggetta a fenomeni atmosferici (nebbie, temporali e nevicate) spesso improvvisi e di intensità notevole. Gli eventi nevosi possono verificarsi anche nei mesi di settembre e di maggio.
Dalla sua cima tondeggiante è possibile osservare, in condizioni di cielo sereno, le due riviere liguri di ponente e di levante, l'arco alpino dalle Alpi Liguri alle Pennine, la Pianura Padana occidentale, l'Appennino ligure e tosco-emiliano, le Alpi Apuane e la Corsica.
Dalle pendici meridionali del monte Beigua nasce il torrente Arrestra, che sfocia nel mar Ligure, facendo da confine fra i comuni di Varazze e Cogoleto e fra le province di Savona e di Genova. Dalle pendici settentrionali nasce il torrente Lajone, le cui acque formano, poco più a valle, la Torbiera del Laione, zona umida di pregio e riserva integrale del parco.
Il monte Beigua è raggiungibile in auto, su strada asfaltata, da Alpicella, frazione nell'immediato entroterra di Varazze, e da Urbe passando per Piampaludo e Prà Riondo. Nel periodo invernale, in caso di nevicate o strada ghiacciata, il tratto Piampaludo-Prà Riondo è chiuso al traffico.
Sulla cima del monte è presente una stazione meteorologica.
Il nome Beigua ha origini sconosciute. È possibile che derivi dalla radice celto-ligure beu/beug- che indica un luogo alto, prominente, il che si addice alla montagna, che, vista dalle colline acquesi, appare come una montagna prominente e massiccia circondata da rilievi minori. Quindi il nome significherebbe semplicemente: “Quello che svetta (sulle altre colline/montagne)”.